# Канада на летних Олимпийских играх 1968
Канада принимала участие в Летних Олимпийских играх 1968 года в Мехико (Мексика) в пятнадцатый раз за свою историю, и завоевала одну бронзовую, одну золотую, три серебряные медали. Сборную страны представляли 28 женщин.

## 01!Золото
- Конный спорт, мужчины — Джим Дэй, Томас Гейфорд, Джеймс Элдер.

## 02!Серебро
- Плавание, женщины, 100 метров, на спине — Элейн Таннер.
- Плавание, женщины, 200 метров, на спине — Элейн Таннер.
- Плавание, мужчины, 400 метров, вольный стиль — Ральф Хаттон.

## 03!Бронза
- Плавание, женщины, 4х100 метров, эстафета — Анджела Куглан, Мэрилин Корсон-Витни, Элейн Таннер, Марион Лай.

## Спортсмены

### Академическая гребля
В следующий раунд из каждого заезда проходили несколько лучших экипажей (в зависимости от дисциплины). В финал A выходили 6 сильнейших экипажей, ещё 6 экипажей, выбывших в полуфинале, распределяли места в малом финале B
Мужчины
| Соревнование | Спортсмены              | Предварительный заезд | Предварительный заезд | Предварительный заезд | Отборочный заезд | Отборочный заезд | Отборочный заезд | Полуфинал             | Полуфинал             | Полуфинал             | Финал                 | Финал                 | Итоговое место        |                       |
| Соревнование | Спортсмены              | Заезд                 | Время                 | Место                 | Заезд            | Время            | Место            | Заезд                 | Время                 | Место                 | Время                 | Место                 | Итоговое место        |                       |
| ------------ | ----------------------- | --------------------- | --------------------- | --------------------- | ---------------- | ---------------- | ---------------- | --------------------- | --------------------- | --------------------- | --------------------- | --------------------- | --------------------- | --------------------- |
| одиночки     | Роджер Джексон          | 2                     | 7:55,88               | 2 Q                   | не участвовал    | не участвовал    | не участвовал    | 2                     | 8:10,64               | 5                     | Финал B               | Финал B               | 11                    |                       |
| одиночки     | Роджер Джексон          | 2                     | 7:55,88               | 2 Q                   | не участвовал    | не участвовал    | не участвовал    | 2                     | 8:10,64               | 5                     | 7:48,05               | 5                     | 11                    |                       |
| двойки       | Джон Улиндер Лайл Гэтли | 2                     | 7:55,10               | 6                     | 1                | 7:33,46          | 4                | завершили выступление | завершили выступление | завершили выступление | завершили выступление | завершили выступление | завершили выступление | завершили выступление |

### Фехтование
Пять фехтовальщиков, четверо мужчин и одна женщина, представляли Канаду в 1968 году.
Мужчины на рапирах
- Герри Видель
- Мэгди Конид
- Питер Бакони

Мужская командная рапира
- Магди Конид, Питер Бакони, Джерри Видель, Джон Андру

Мужская шпага
- Питер Бакони
- Мэгди Конид
- Герри Видель

Мужская командная шпага
- Питер Бакони, Джон Андру, Магди Конид, Джерри Видель

Мужская сабля
- Джон Андру

Женская рапира
- Зигрид Шатель